# Simulium toubkal
Simulium toubkal är en tvåvingeart som beskrevs av Bouzidi och Giudicelli 1986. Simulium toubkal ingår i släktet Simulium och familjen knott.
Artens utbredningsområde är Marocko. Inga underarter finns listade i Catalogue of Life.